# 莫卧儿建筑

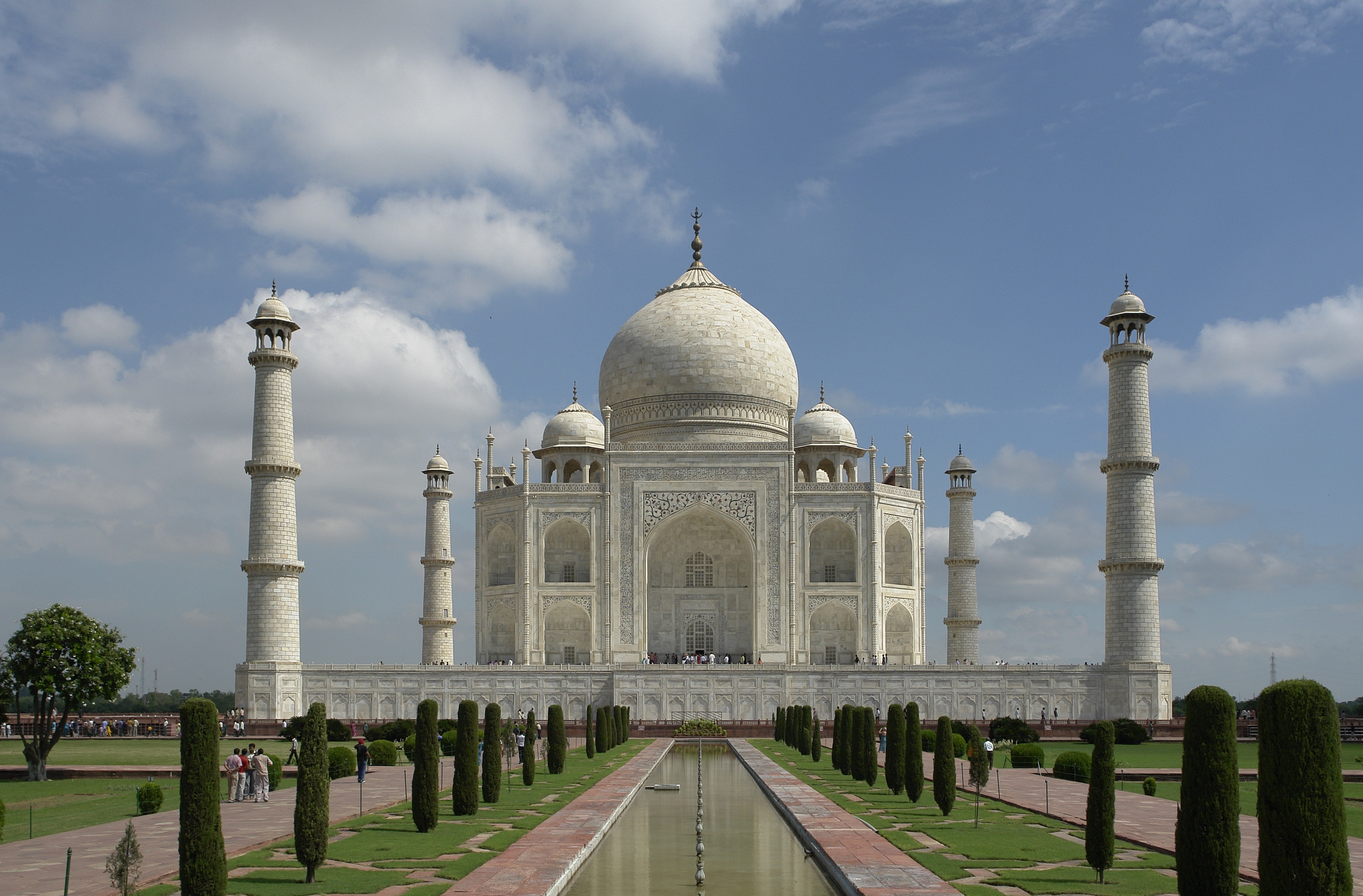
位于 阿格拉、北方邦、印度 的 泰姬陵 是莫卧儿建筑最著名的例子，也是印度最知名的地标之一

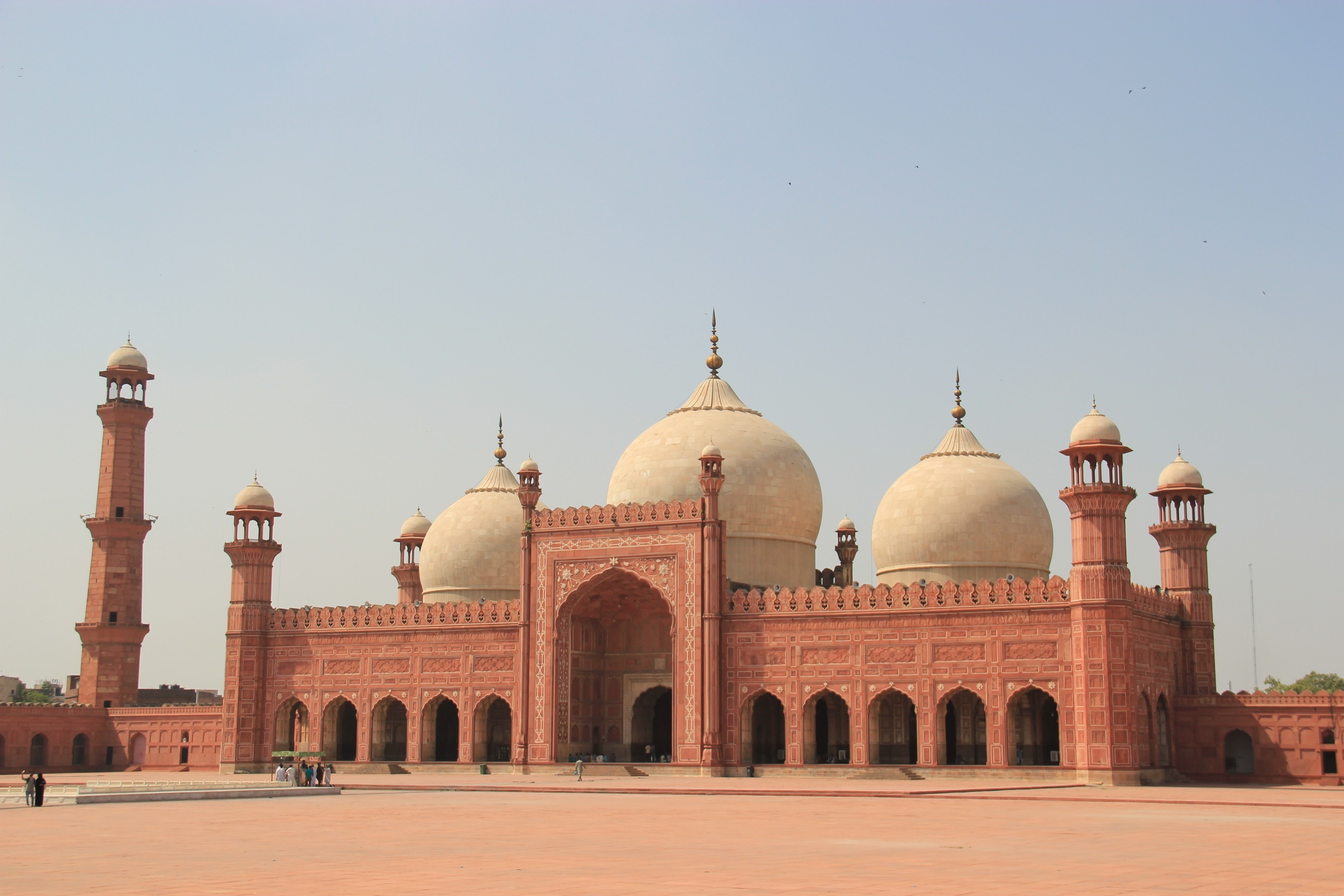
位于巴基斯坦拉合尔的巴德沙希清真寺 313年是世界上最大的清真寺，是莫卧儿王朝建造的最后一座帝国清真寺

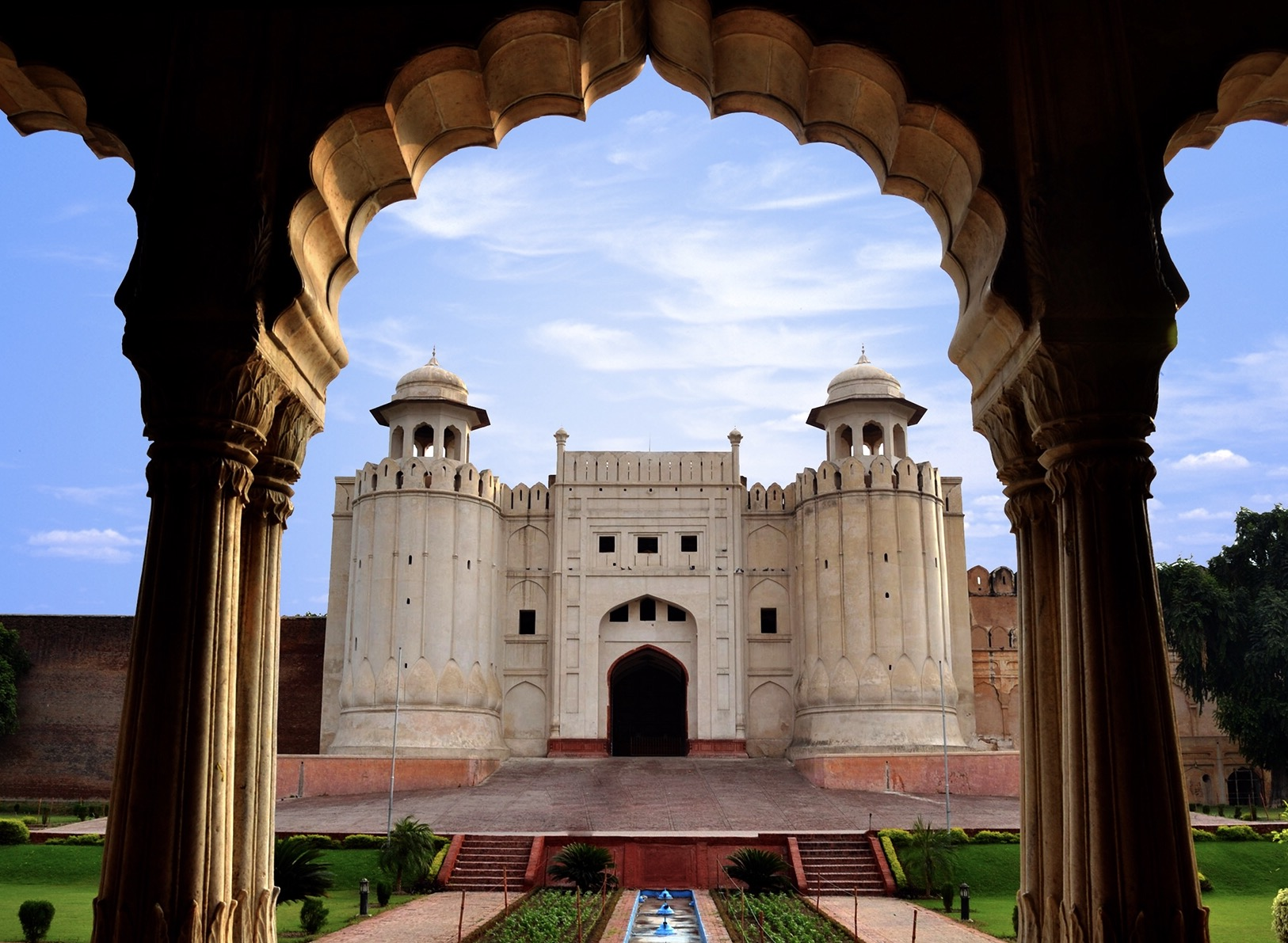
巴基斯坦拉合尔的拉合尔堡的阿拉姆吉里门是以奥朗泽布命名的，他有时被称为 "阿拉姆吉尔"

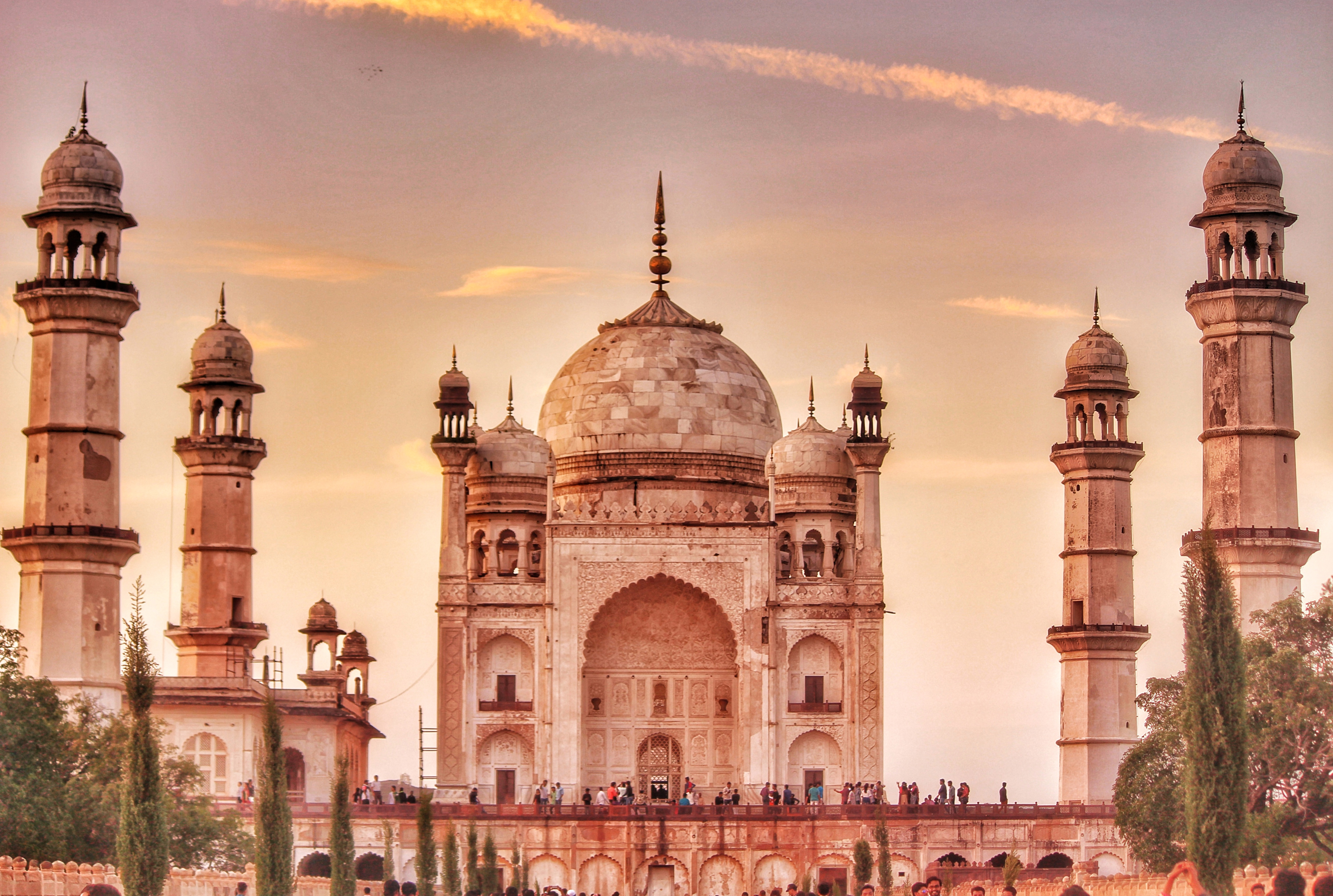
夫人之墓是位于马哈拉施特拉邦，奥兰加巴德的一座坟墓，是奥朗则布为纪念其妻子而建造的

莫卧儿建筑是莫卧儿帝国16至18世纪发展形成的一种印度伊斯兰教式建筑，它融合了此前伊斯兰建筑、伊朗式建筑、突厥建筑和印度建筑，知名建筑包括阿格拉堡、法泰赫普尔西克里及泰姬陵、蒙兀兒花園。 它还进一步吸收了更广泛的印度建筑的影响，特别是在阿克巴统治时期 (1556–1605)。 莫卧儿建筑具有统一的结构和特征模式，包括巨大的球形穹顶、角落里细长的尖塔、巨大的大厅、大型拱门和精致的装饰；在现代的阿富汗、孟加拉国、印度和巴基斯坦都能找到这种风格的例子。
莫卧儿王朝在第一次帕尼帕特战役的胜利后建立。在他五年的统治期间，巴布尔对建造建筑产生了相当大的兴趣，尽管现存的建筑很少。他的孙子阿克巴广泛建造，在他统治期间，这种风格得到了大力发展。他的成就包括阿格拉堡、法泰赫普尔西克里的堡垒城市和胜利之门。阿克巴的儿子贾汉吉尔建造了克什米尔的沙利玛尔花园。
莫卧儿建筑在沙贾汉统治时期达到顶峰，他建造了泰姬陵、贾玛清真寺、沙利马尔花园、瓦齐尔汗清真寺，并翻新了拉合尔堡。最后一位伟大的莫卧儿建筑师是奥朗则布，他建造了巴德夏希清真寺、夫人之墓、珍珠清真寺等等。

## 特征

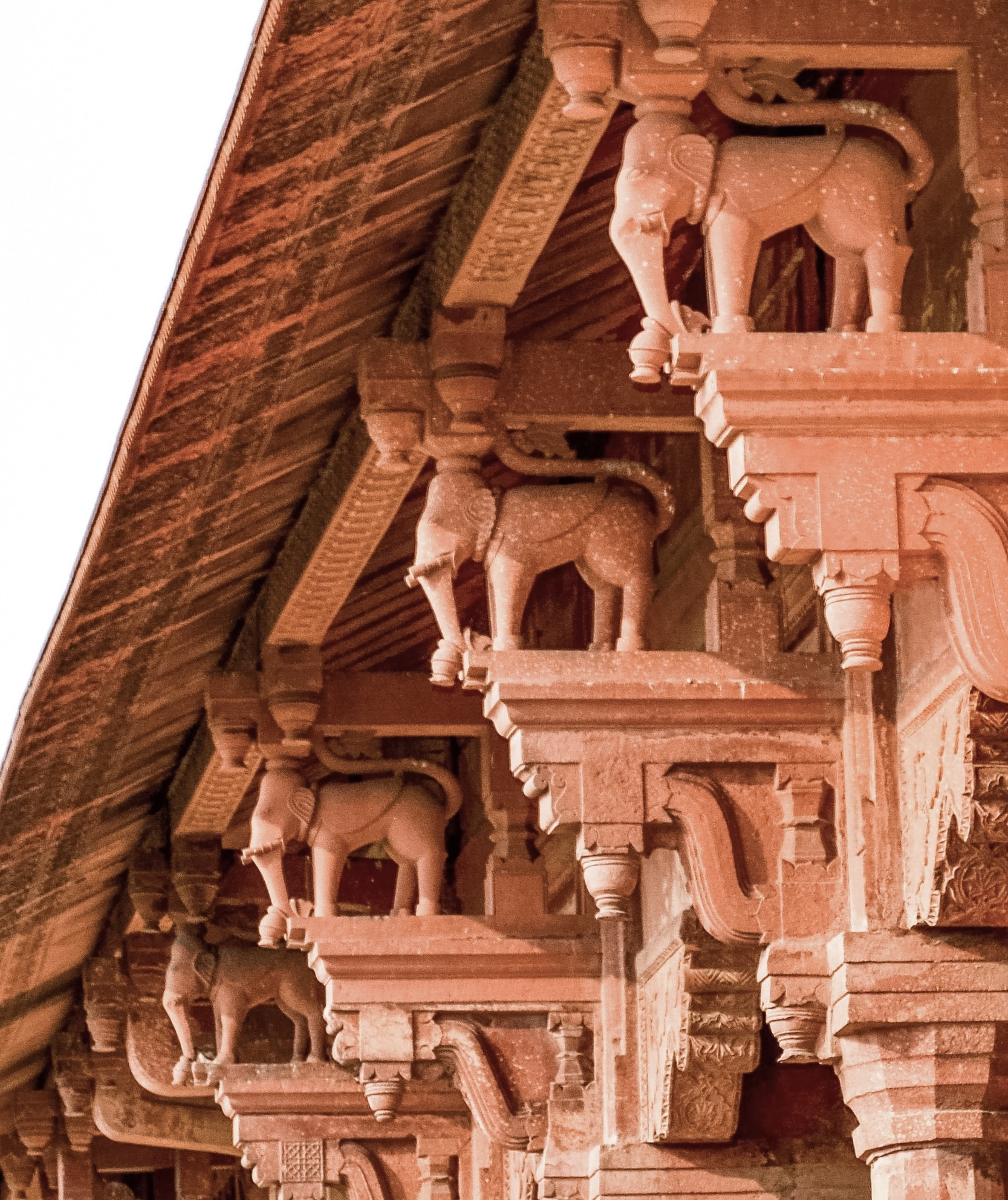
在拉合尔堡使用的象形柱括号反映了印度教影响在阿克巴统治时期对莫卧儿建筑的影响

莫卧儿建筑融合了印度建筑元素与伊朗式建筑和伊斯兰元素。许多建筑的一些共同特征是：
- 巨大的球状洋蔥形圓頂，有时由四个较小的圆顶包围。
- 使用白色大理石和红色砂岩。
- 使用精致的装饰品，包括帕钦卡里'装饰品和'贾里'格子屏幕。
- 纪念性建筑四面都有花园环绕。
- 有大院子的清真寺。
- 波斯和阿拉伯文书法的铭文，包括古兰经的诗句。
- 通往主楼的大门洞。
- 伊万在两边或四边。
- 使用装饰性的恰特里。
- 使用贾里和贾罗卡。

莫卧儿建筑也影响了后来的印度建筑风格，包括英属印度的印度撒拉逊风格、拉杰普特风格和锡克教风格。
1. ↑  . UNESCO World Heritage. Centre.   [2018-12-31]. （原始内容存档于2019-02-01） （英语）.
2. 1 2  Asher 1992，第1-2頁.
3. 1 2  Petersen, Andrew. . . Routledge. 1996: 199–205. ISBN 9781134613663.
4. ↑  M. Bloom, Jonathan; S. Blair, Sheila (编). . . Oxford University Press. 2009. ISBN 9780195309911.
5. 1 2  Vaughan, Philippa. . Hattstein, Markus; Delius, Peter  (编). . h.f.ullmann. 2011: 464–483. ISBN 9783848003808.
6. 1 2  Asher, Catherine B. . Fleet, Kate; Krämer, Gudrun; Matringe, Denis; Nawas, John; Rowson, Everett  (编). . Brill. 2020. ISSN 1873-9830.